# Esteban González (giocatore di calcio a 5)
Esteban Carlos González (Buenos Aires, 13 maggio 1977) è un ex giocatore di calcio a 5 argentino, campione sudamericano con la nazionale argentina nel 2003.

## Carriera
Terminale offensivo, utilizzato prevalentemente come pivot, ha ottenuto le maggiori soddisfazioni con la maglia della nazionale argentina."Yony" González è infatti celebre per aver realizzato il gol decisivo grazie a cui l'Argentina sconfisse per la prima volta il Brasile in un incontro ufficiale (3-2 ai supplementari nella finale della Coppa KL World giocata nel giugno 2003 in Malesia). Qualche mese più tardi fa parte della selezione albiceleste che vince la Copa América 2003, interrompendo l'egemonia brasiliana che durava da sette edizioni consecutive. A livello di club ha giocato prevalentemente nel campionato argentino e in quello italiano (con il Nepi vinse una Coppa Italia), con una breve parentesi in quello spagnolo. Ha concluso la carriera ad appena 32 anni in seguito a un grave infortunio ai legamenti crociati, procuratosi mentre giocava un torneo amatoriale senza l'autorizzazione della società per cui era tesserato.

## Palmarès

### Competizioni nazionali
- Coppa Italia: 1

Nepi: 2004-2005

### Competizioni internazionali
- Coppa America: 1

Argentina 2003